# Gizé
Gizé, Guizé, ou Guiza (em árabe: الجيزة; romaniz.: el-Gīza; em copta: ⲅⲓⲍⲁ; romaniz.: Giza) é a terceira maior cidade do Egito. Localiza-se na margem ocidental do rio Nilo, a cerca de 20 quilômetros a sudoeste do centro do Cairo, capital do país e cidade com a qual forma uma conurbação nos dias atuais. Juntamente com Xubra Queima, Cairo e Heluã forma a metrópole que constitui o Grande Cairo. A cidade é capital da província de Gizé, do qual localiza-se na fronteira nordeste. Sua população era de 2 681 863 habitantes, de acordo com o censo nacional de 2006, enquanto a província tinha 6 272 571 habitantes, de acordo com o mesmo censo. Este número elevado de habitantes faz de Gizé o segundo maior subúrbio do mundo, juntamente com Incheon, na Coreia do Sul, e Cidade Quezon, nas Filipinas, atrás apenas de Iocoama, no Japão.
Gizé é célebre por ser o local onde se encontra o Planalto de Gizé, onde estão alguns dos mais impressionantes monumentos antigos do mundo, incluindo um complexo de estruturas sagradas e fúnebres do Egito Antigo, como a Grande Esfinge, a Grande Pirâmide de Gizé e diversas outras pirâmides e templos. Tanto o planalto quanto seus monumentos foram mapeados pelo Projeto de Mapeamento do Planalto de Gizé (Giza Plateau Mapping Project), coordenado pelos Ancient Egypt Research Associates (AERA, "Sócios para a Pesquisa do Antigo Egito") e dirigido por Mark Lehner.
A Grande Pirâmide de Gizé chegou a ser proposta, em 1884, como a localização do meridiano primordial, um ponto de referência utilizado para a determinação de uma longitude.